# Hilara cinerea
Hilara cinerea är en tvåvingeart som beskrevs av Macquart 1834. Hilara cinerea ingår i släktet Hilara och familjen dansflugor.
Artens utbredningsområde är Frankrike. Inga underarter finns listade i Catalogue of Life.